# قيادة العمليات المشتركة الكندية
قيادة العمليات المشتركة الكندية ( CJOC ؛ (بالفرنسية: Commandement des opérations interarmées du Canada)‏ أو COIC ) هي واحدة من القيادة الموحدة للقوات المسلحة الكندية، والأخرى هي قيادة قوات العمليات الخاصة الكندية. تم الإعلان عن CJOC في مايو 2012 نتيجة لتدابير خفض التكاليف في الميزانية الفيدرالية لعام 2012 من خلال دمج القيادة الكندية، قيادة القوة الاستطلاعية الكندية وقيادة الدعم العملياتي الكندي في إطار هيكل متكامل للتحكم والقيادة. وقفت القيادة في 5 أكتوبر 2012 لتحل محل المنظمات الثلاث السابقة رسميًا.
يتألف فريق القيادة من قائد برتبة ثلاث نجوم، يساعده ثلاثة نواب قادة بنجمتين، واحد لكل مكون من العناصر الرئيسية الثلاثة (كونتيننتال، إكسبيديشناري، والدعم). يتم تقريب الفريق من قبل رئيس أركان بنجمة واحدة وأربعة من كبار ضباط الصف، ومدير عام قائد / ضابط ثانوي، ومدير قيادة / ضابط ثانوي لكل عنصر.
يتمثل دور اللجنة المشتركة للتحكم في العمليات في «توقع وإدارة عمليات القوات الكندية، وتطوير وتوليد وتكامل قدرات القوة المشتركة للعمليات.» 
يتألف العنصر القاري من ست فرق عمل إقليمية مشتركة. في خمسة من هذه القوات المشتركة، يقود القائد أيضًا فرقة عسكرية أو قوة بحرية. لا يوجد لدى القوات المشتركة الجنوبية الخمسة وحدات تشغيلية دائمة: يتم تعيين الوحدات والمفرزات مؤقتًا لها من البحرية الكندية الملكية والجيش الكندي وسلاح الجو الملكي الكندي وفقًا لمتطلبات العمليات.
| وحدة حربية                        | مقر                                 | منطقة               | قائد                              |
| --------------------------------- | ----------------------------------- | ------------------- | --------------------------------- |
| قوة المهام المشتركة الشمالية      | يلونايف ، الأقاليم الشمالية الغربية | شمال كندا           |                                   |
| فرقة العمل المشتركة للمحيط الهادئ | فيكتوريا، كولومبيا البريطانية       | كولومبيا البريطانية | شركة القوات البحرية باسيفيك       |
| قوة المهام المشتركة الغربية       | ادمونتون، ألبرتا                    | مقاطعات البراري     | أول قسم من الفرقة الكندية الثالثة |
| فرقة العمل المشتركة المركزية      | تورنتو، أونتاريو                    | أونتاريو            | CO من الفرقة الكندية الرابعة      |
| قوة المهام المشتركة الشرقية       | مونتريال، كيبيك                     | كيبيك               | أول قسم من القسم الكندي الثاني    |
| فرقة العمل المشتركة الأطلسية      | هاليفاكس، نوفا سكوتيا               | المحيط الأطلسي كندا | شركة القوات البحرية الأطلسية      |

في 1 أبريل 2015، تم نقل الفرقة الكندية الأولى من الجيش الكندي إلى CJOC.

## روابط خارجية
- الموقع الرسمي